# モーガン (自動車)
モーガン（Morgan Motor Company）は、イギリスの少量生産のスポーツカーのメーカーのひとつである。

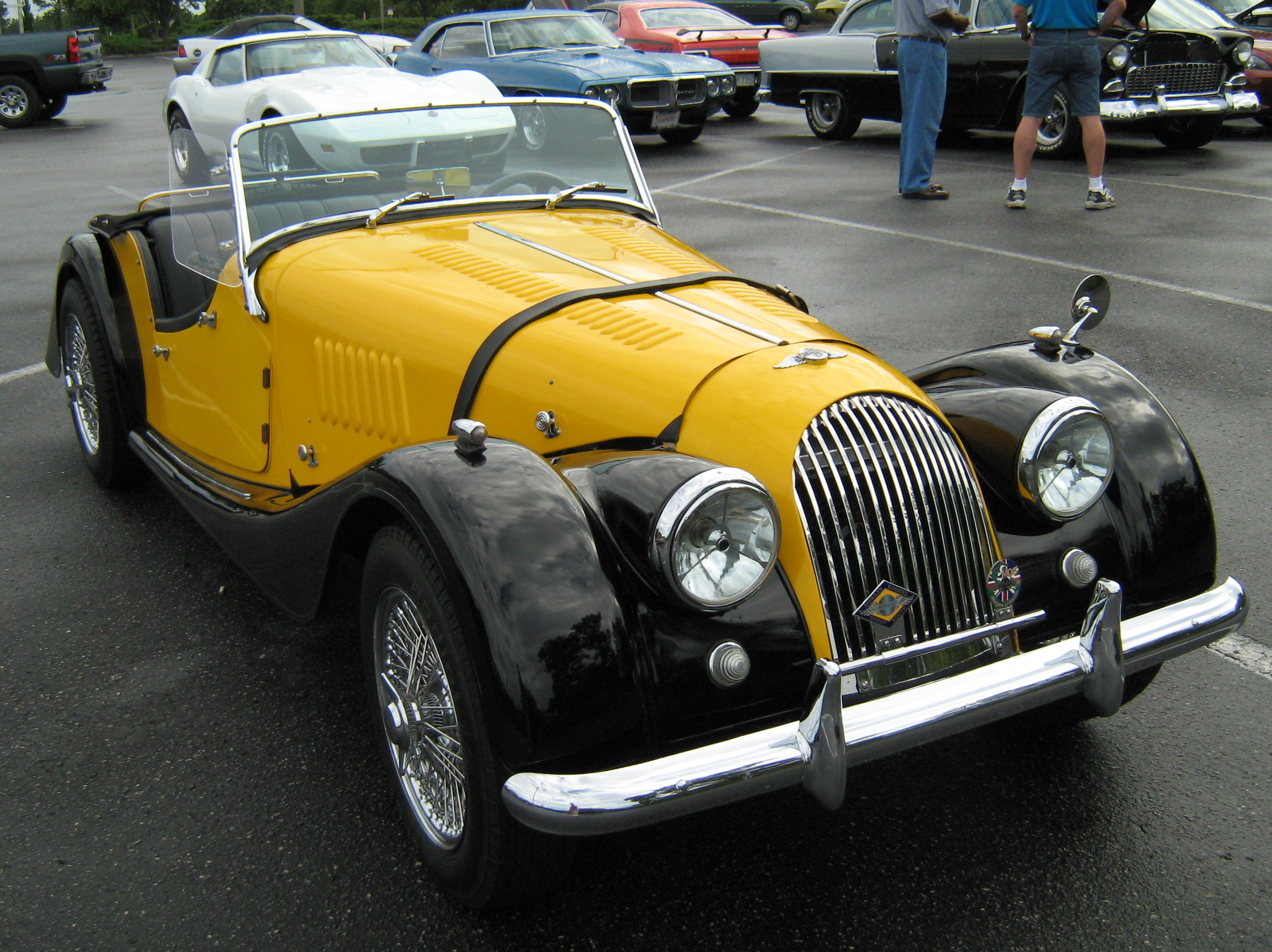
モーガン 1963年型

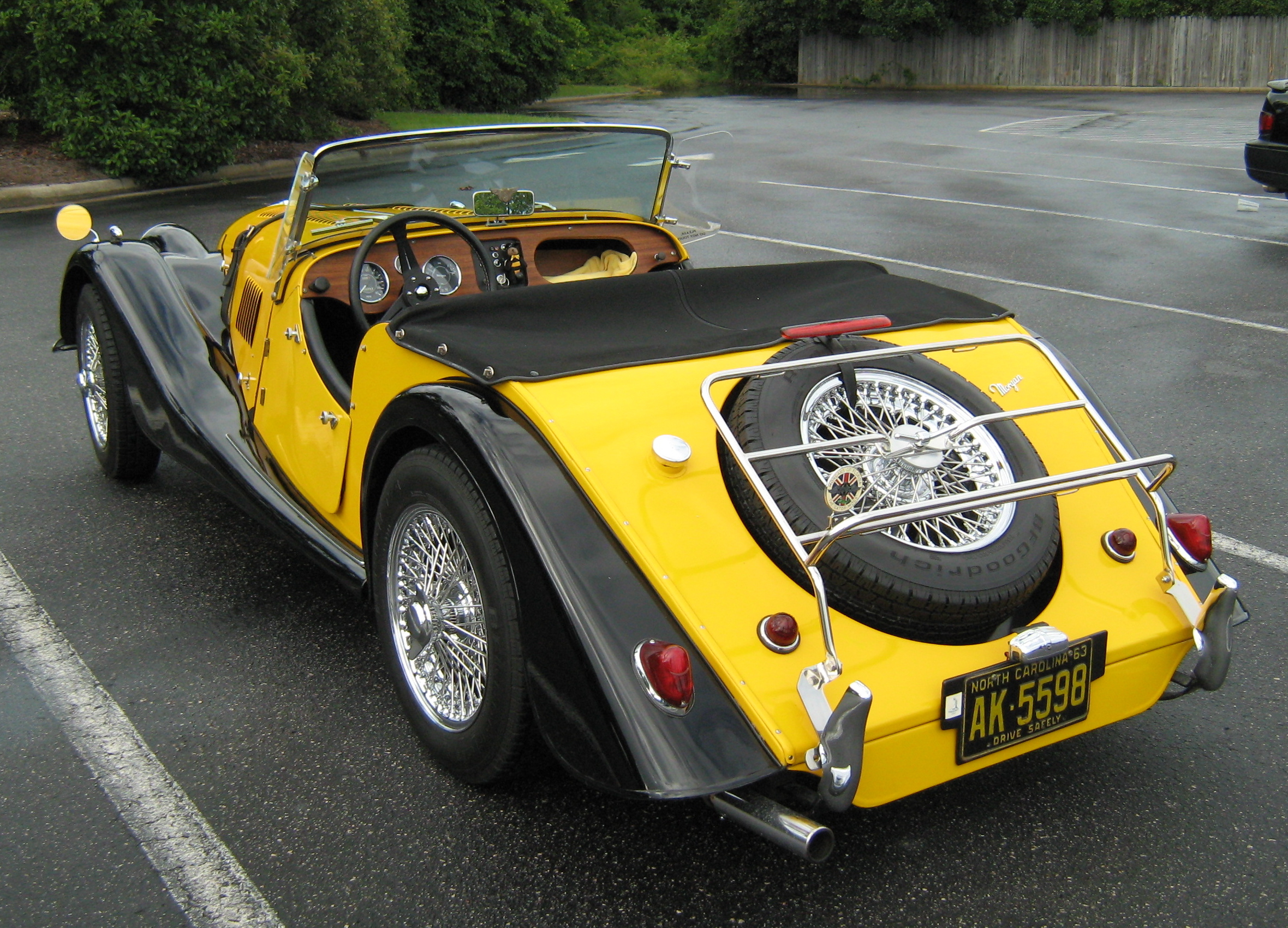
リアビュー

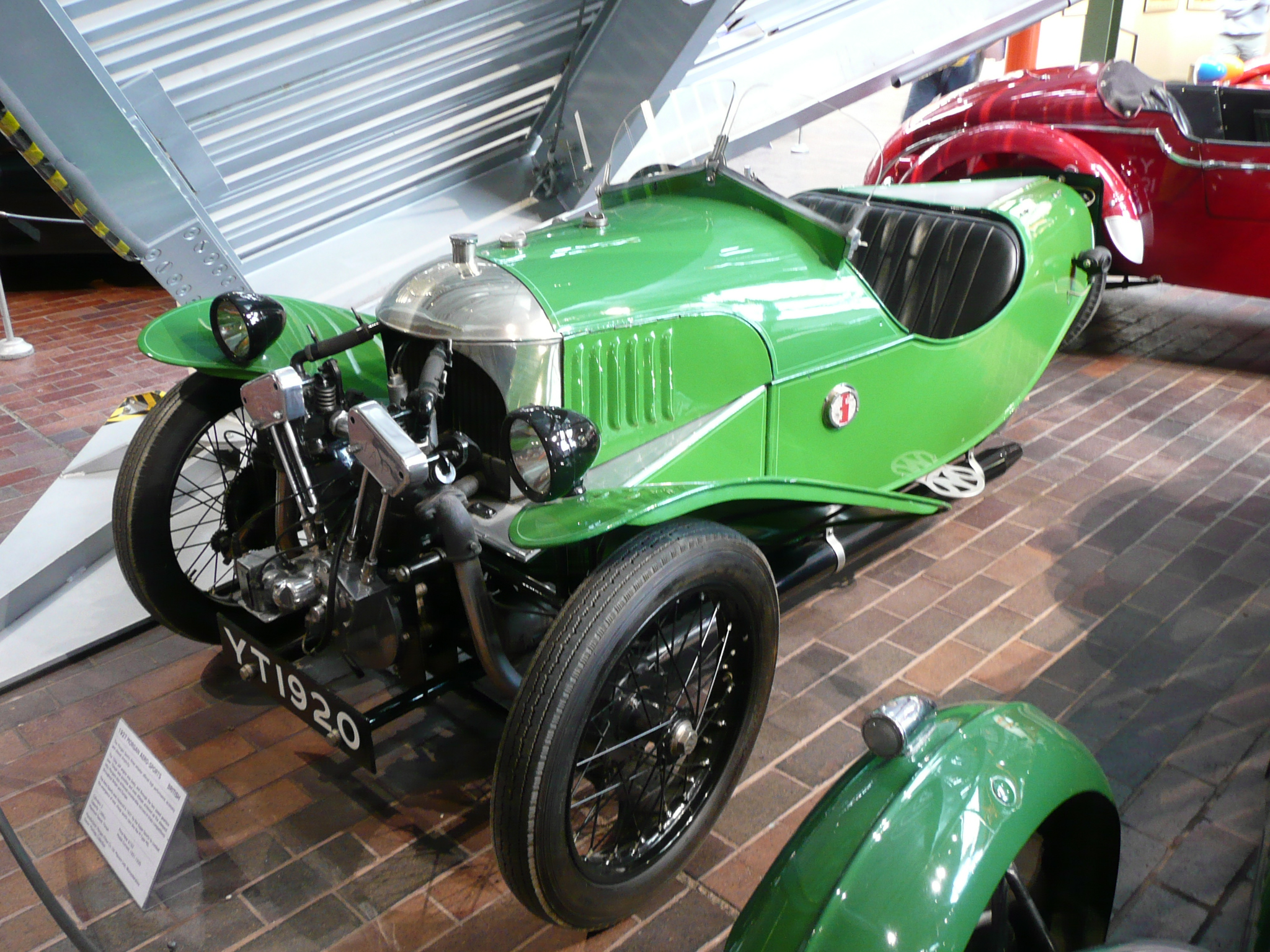
モーガン・エアロスポーツ1927年

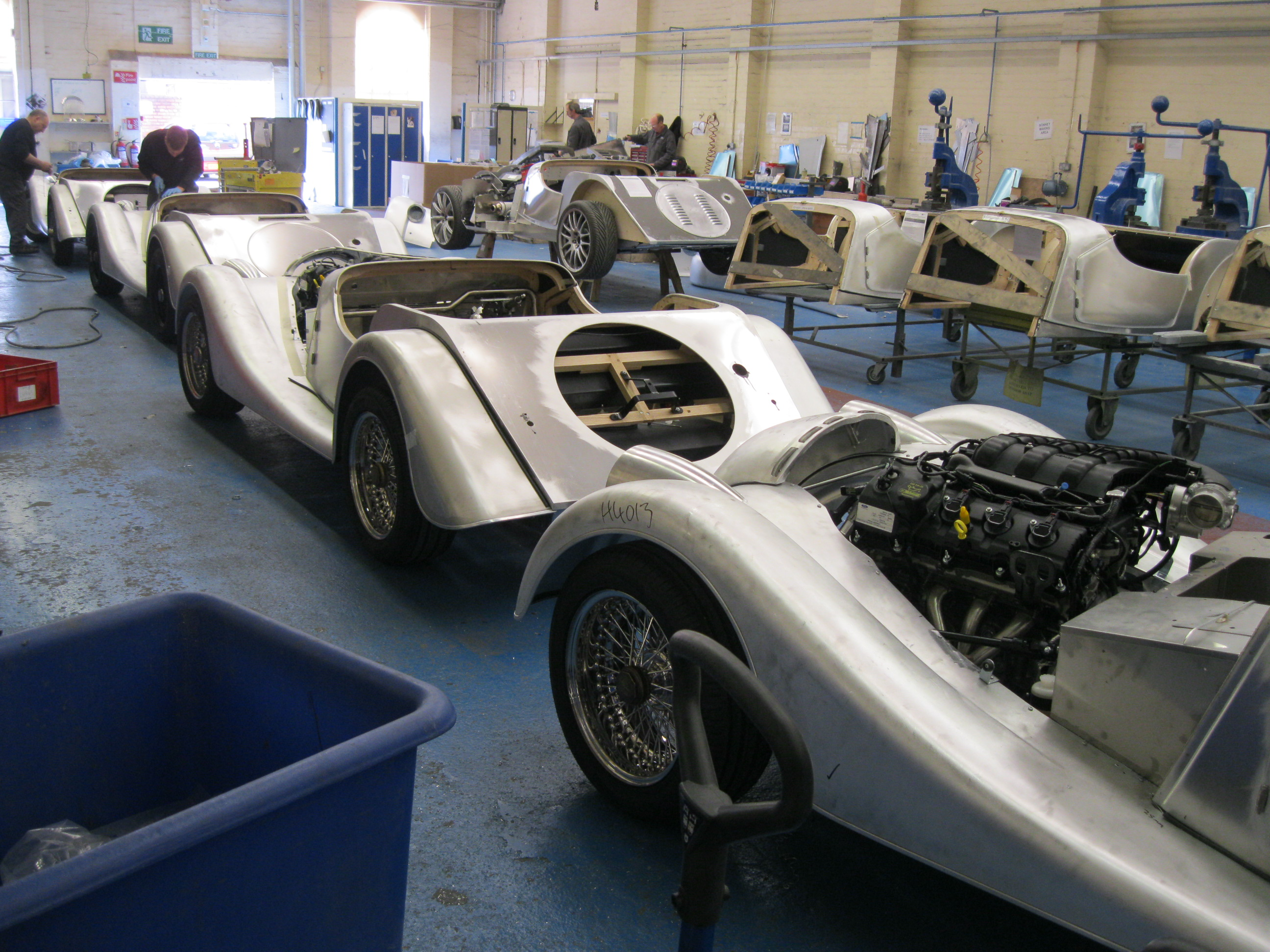
工場内1

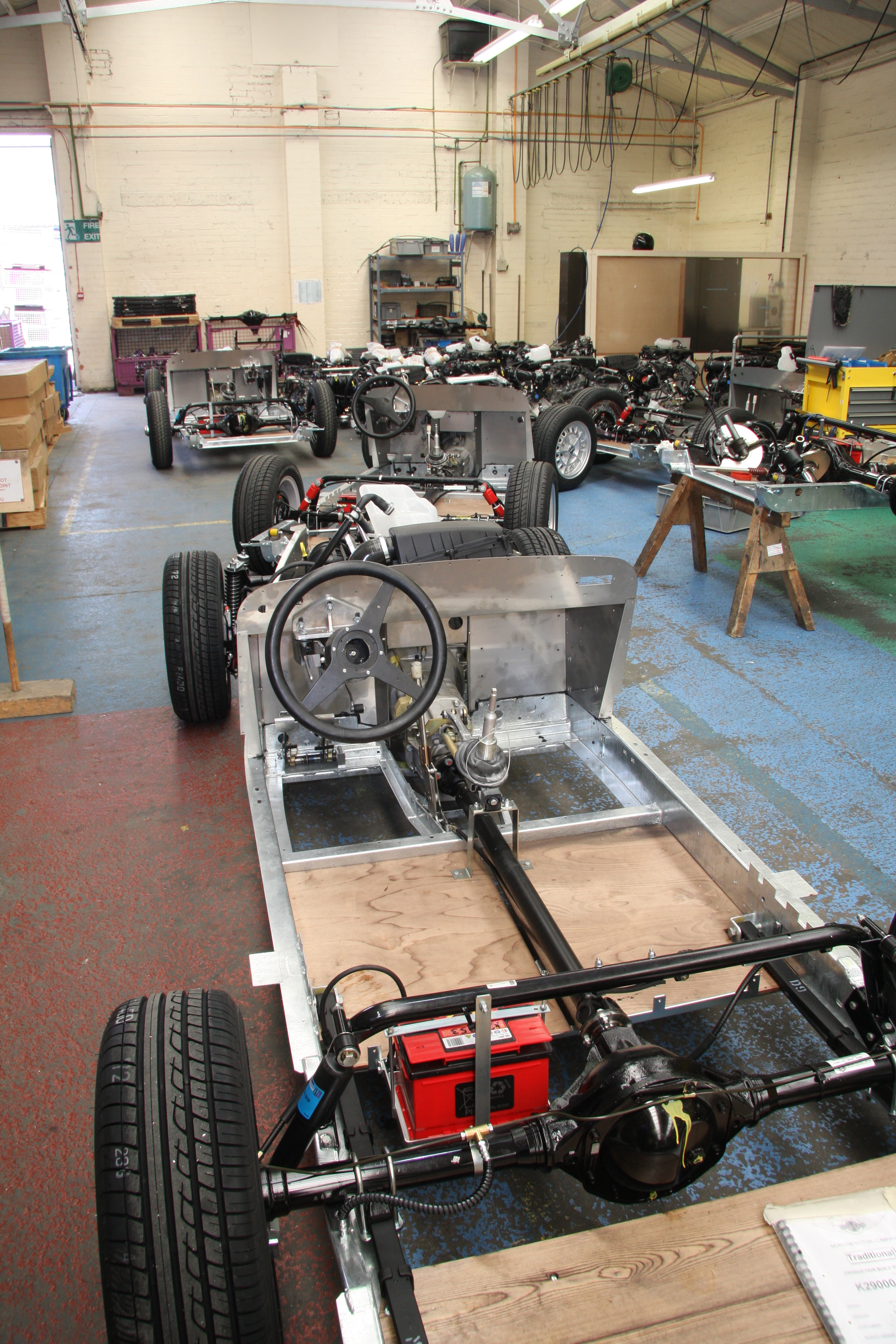
工場内2

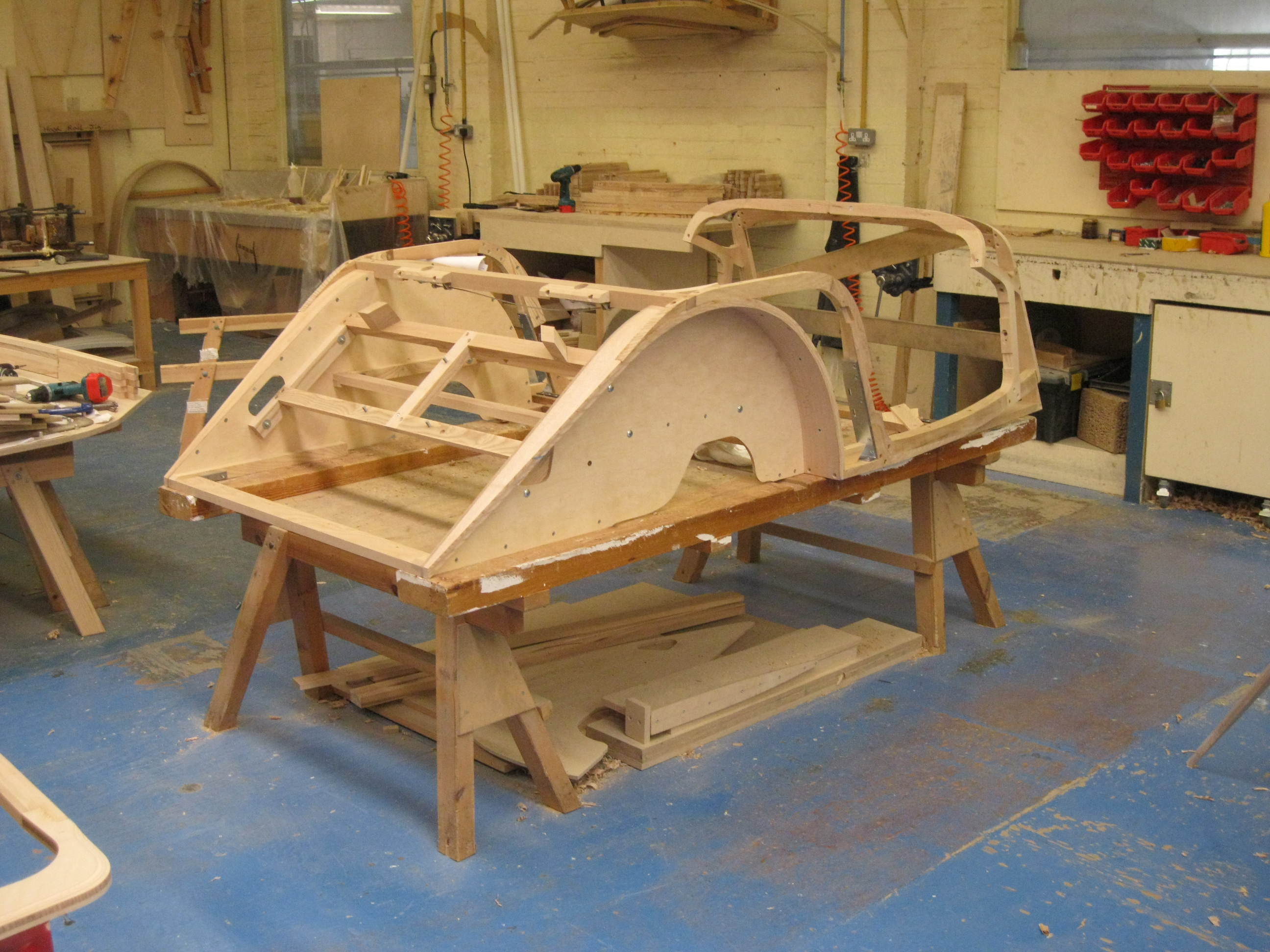
車体の一部は木製

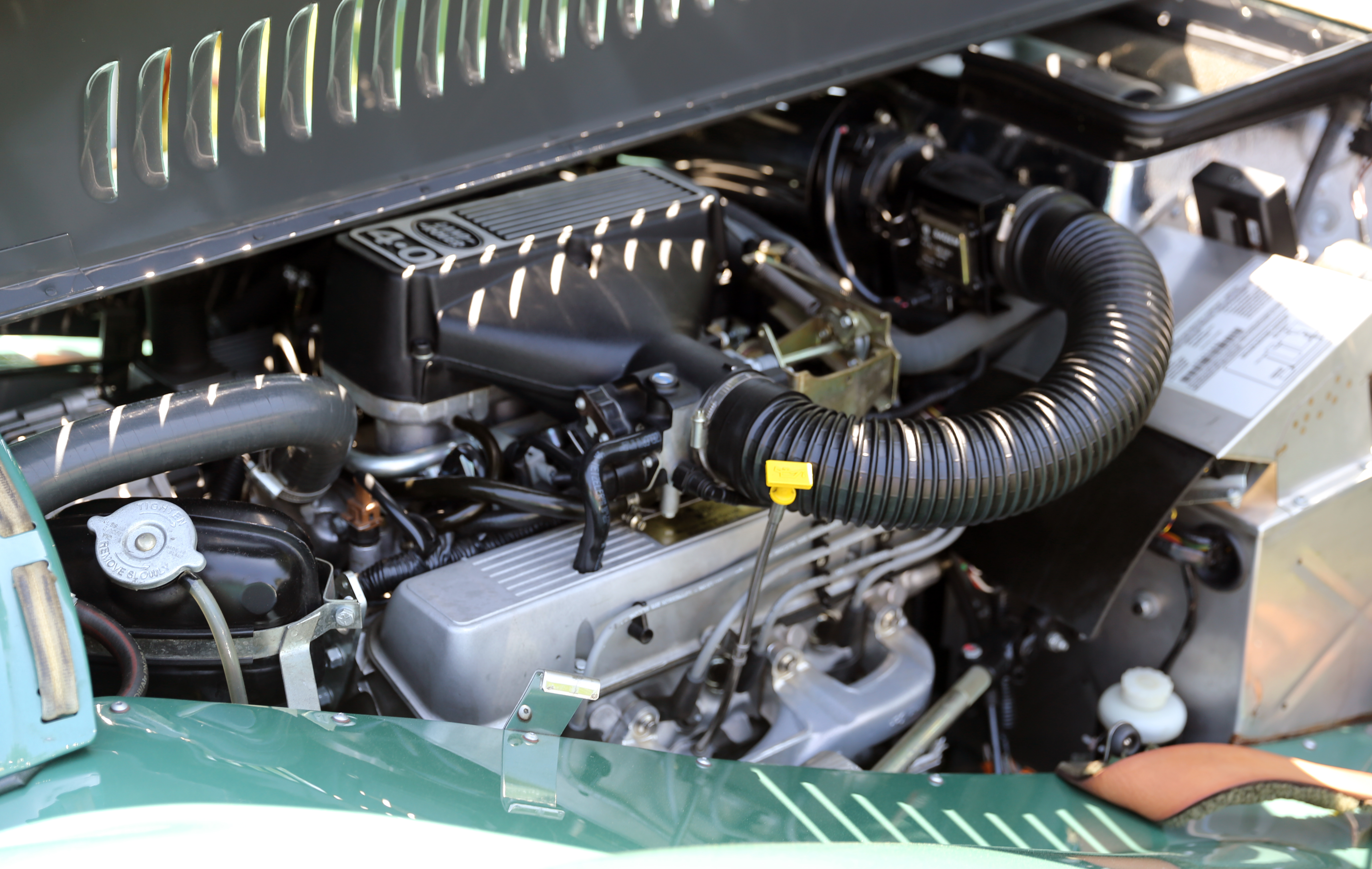
プラス8に積まれる4000cc V8エンジン

1913年、イングランド、ウスターシャーのマルヴァーンにて設立され、現在も同地にて創業者一族らによる家族経営がなされている。従業員は231名（2020年時点）。

## 小史
創始者ヘンリー・フレデリック・スタンリー・モーガン（H.F.S. Morgan ）は1881年、国教会牧師H G モーガン（H G Morgan ）の子として英国ヘレフォードシャーのモートン・ジェフリーズ牧師館で誕生した。エンジニア学校を卒業後、18歳からグレート・ウェスタン鉄道(GWR - Great Western Railway：スウィンドンにあった当時の英国4大鉄道会社の一つ)の主任技師の弟子となり、7年間、設計事務所で設計技師として働く。借り物の三馬力のベンツを運転していて15度の坂で事故を起こす。体は無事だったが、修理代金で自分用の車の夢が遠のく。1906年、会社をやめ、マルバーン・リンク（Malvern Link ）でガレージを建て自動車会社をはじめる。10馬力のウーズレー15席バスでバス運行を行い成功する。ウーズレーとダラックのディーラーにもなった。
初の自家用としてイーグル・タンデムを購入。イーグルは三輪車で8馬力水冷ド・ディオン製エンジンを載せていた。この経験から、プジョー製7馬力2気筒エンジンを載せた三輪車"リトルスター"（The Litte Star ）が生まれる。これは当時サイクルカーと呼ばれた種類の車に属するものだが、これが今日まで続くモーガン・ラナバウトの最初のものとなる。
リトルスターは堅牢なフレーム、軽量さ、独立懸架フロントサスペンション、そして当時としては破格のパワーウエイトレシオによる加速性能の高さで人気を得る。
この当時は自身のガレージに工作機械はわずかで、マルバーン・カレッジ（Malvern College ）とレプトン・カレッジ（Repton College ）でエンジニアリングを教えていたウイリアム・ジョン・ステファンソン＝ピーチ（英国の鉄道用『ロケット(The Rocket)』エンジンの設計者の孫で、彼自身、初の電気芝刈り機を作った人物。-1919年）から多くの援助を得た。
当初は自動車製造の考えはなくわずかの車両が作成されたのみだったが、その人気に後押しされて、牧師であった父から資金を出してもらい、工作機械を購入、ガレージを拡大し、1910年、自動車製造会社を設立する。同時に特許も取得、この特許の図面を作成したのはヒルマンがルーツ・グループに買収されたためスタンダード自動車会社の共同経営者となりのち有名になるジョン・ブラック卿で、当時15歳だった。
1912年モーガン・モーター・カンパニー（Morgan Motor Company ）を非公開（有限責任）会社（Private Limited company ）として設立。父を会長、H.F.Sを代表取締役社長とした。
H.F.S.は1959年他界。子息のピーター・モーガンは2003年まで後継を務め、ピーター亡き後はその子チャールズ・モーガンへと経営は引き継がれ現在に至っている。

## 車作りの特徴
モーガン社の車は1910年、オリンピアモーターショーにて公開展示された3ホイーラーによってなされ、この車の販売面、モータースポーツでの成功が、モーガン社の経営の地盤を築いた。
1936年、市場の影響、要求に沿い、3ホイーラーの水冷直列エンジンモデル（フラットラジエター）を4輪に仕立て上げた4/4が登場。以来、モーガンは現在まで、基本的構造が同じこの車を生産し続けている。
モーガン社の特徴は、4/4になってからは、メインモデルが一度としてフルモデルチェンジされない、伝統を引き継ぎ続ける精神にある。エクステリアに目立った変更はなく、現代にはありえない木材によるフレーム（現在は内装の部分のみに木材使用）、手作業による裁断が行われるレザーシートなど、ボディや内装などのほぼ全てがハンドメイドによって仕立て上げられている。
エンジンに関しては、3ホイラー当時は、オートバイ用のＶ型エンジンが多用され、顧客の希望により、JAP、マチレス等の空冷・水冷エンジンが搭載された。英国フォードと強い関係を持ち、4気筒エンジンに関しては、4/4が生まれてからずっと採用し続け、ハイパワー版のエンジンを搭載するプラス4にはトライアンフ社やフィアット社、ローバー社などのメーカーから供給された。
プラス8は1968年、ローバー社のV型8気筒エンジンを搭載して販売されていた。この車は、プラス4に採用されていたエンジンの生産が終了してしまったために生まれたハイパフォーマンスモデルで、モーガン社史上最多の生産台数を記録したことからも分かるように、これまでのモーガン社にはなかった強力なパワーと豪快な操縦性を持つモデルとして人気を博した。このモデルは2003年に生産を終了し、後継モデルとして、英国フォード製V型6気筒エンジンが搭載されたロードスター（Roadster ）が誕生している。

### 現在

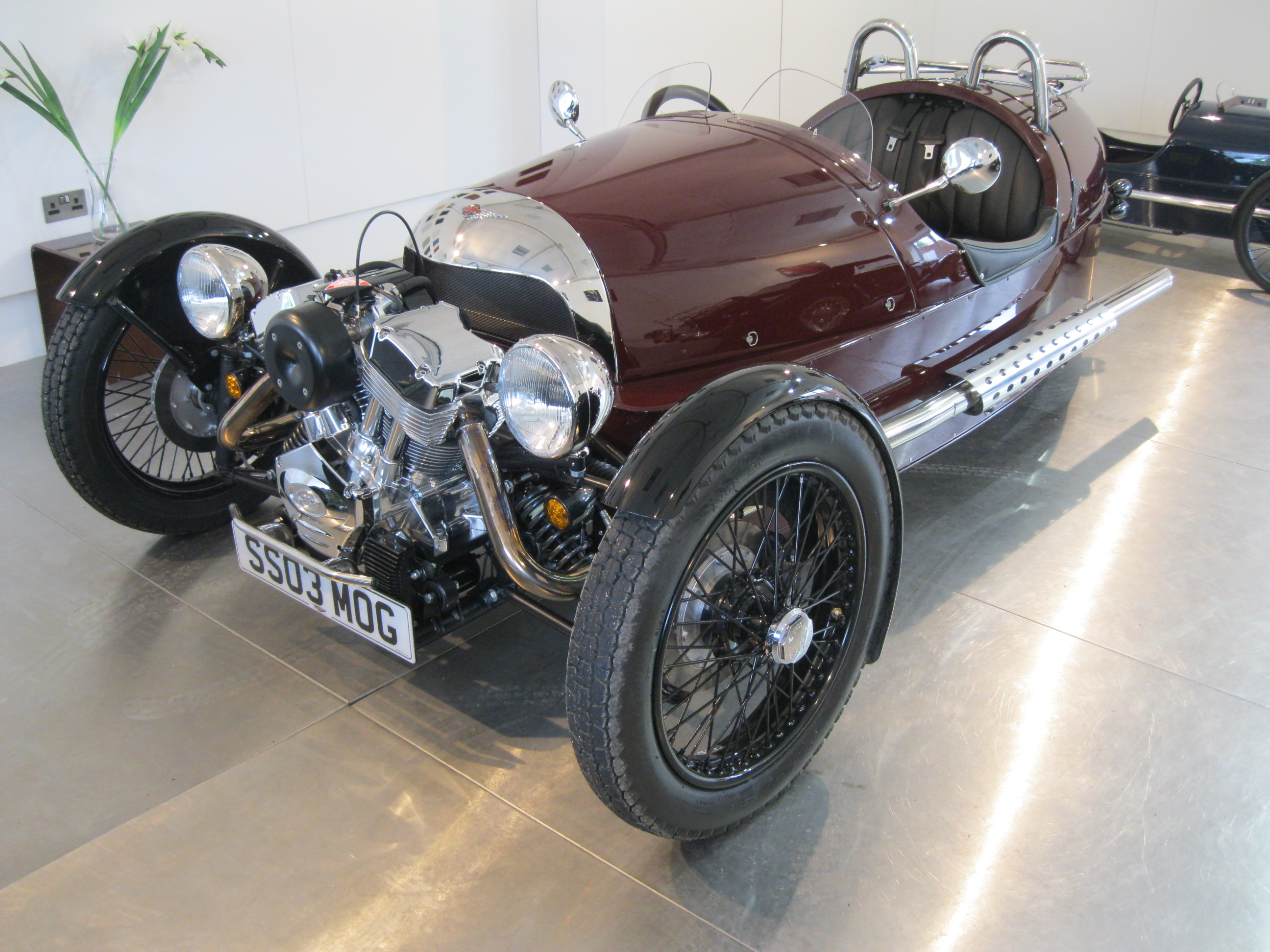
3ホイーラーのリバイバルモデル

2000年のジュネーヴショーにて、64年振りの新規設計モデルとなるエアロ8（Aero8 ）が発表される。今までと同じく木製フレームを採用し続ける伝統は変わらないが、アルミ製ボディパネル、流麗な湾曲を多用したクラシカルにして新しさを伴ったモデルとなった。また、2011年には3ホイーラーを同じくジュネーヴショーで発表、黎明期のモデルを現代流にリバイバルした。
2021年モデルより外見はこれまでのスタイルを踏襲しつつ、長年使われてきたラダーフレームを一新する。一部にウッド（トネリコ材）を使うものの、オールアルミのボディシャーシを採用。足回りも四輪ダブルウィッシュボーンの独立懸架となった。
ラインナップはプラス4、プラス6、3ホイーラーの３種類となった。

## 販売
全世界で55のディーラーを通して販売されている。注文時には手付金として1,000ポンド(約15万円）の納入が義務付けられており、納車までの期間は最長で約1年以内を目処とするとしている（モデルによってはさらに時間がかかる）。
日本へは1967年、当時の代理店阿部モータースがプラス4（TR4eg/1998cc）を3台輸入した。1968年、高野利夫が総代理店として興したモーガンオートタカノが後を継いだ。その後岩瀬浩人が後を継ぎ、名称もモーガンオートイワセと改称された。
2018年4月、VTホールディングスのグループ会社「エスシーアイ株式会社」が正規輸入権を取得。「モーガンカーズ・ジャパン」として日本での正規ビジネスを統括し、「3ホイーラー」「4/4」「プラス4」「ロードスター」の4モデルが導入された。モーガンオートイワセは正規ディーラー「モーガンカーズ東京」として販売を継続する。
なお、日本への輸入第一号は松本零士、第二号は石原慎太郎であると、2017年10月19日放送の「ゴロウ・デラックス」の人気企画「伝説の漫画家シリーズ」に出演した松本零士が語っている。

## 車種一覧
- 4/4
- プラス4
- プラス6
- プラス8
- エアロ8
- ロードスター
- 3ホイーラー
  - 黎明期のモデルを現代流にリバイバルした三輪自動車。エンジンはS&S製のV型2気筒、トランスミッションはマツダ・ロードスターに使用されている5速MTを採用。車体重量は約500kg。他のモデルよりも納車に時間がかかり、モーガンオートイワセのサイトでは納期が1年半から2年とアナウンスされている。